# Washington Aires
Washington Aires (Montevideo, 1962. június 10. –) egykori uruguayi labdarúgó. Magyarországon a Volán és a Vasas csapatainál fordult meg.

## Pályafutása
Montevideóban született (egyes források szerint 1966-ban, más források szerint 1963-ban). A River Plate-nél kezdett focizni, de a Cerro csapatánál lett igazolt játékos, és még a CA Peñarolnál is megfordult. 1986 és 1990 között három különböző ecuadori klubnál focizott, melyek közül a Barcelonával Libertadores-kupa döntős volt. El Coco 1991-ben igazolt Magyarországra a Volán FC-hez, majd a Vasas csapatában is megfordult. A magyarországi kitérőt követően az uruguayi futballista főként Ecuadorban folytatta a karrierjét; 1999-ben például az LDU Quito gárdájával nyert bajnoki címet, míg 2002-ben a Manta csapatának segített visszajutni az első osztályba.
1997-ben szerezte meg az ecuadori állampolgárságot; három gyermeke, Valentína, Matías és Sabrina már ott született meg. Profi pályafutása után edzősködni kezdett. Jelenleg Santo Domingóban él.

## Sikerei, díjai
Barcelona Sporting Club:
- Libertadores-kupa döntős: 1990, 1998

LDU Quito:
- Ecuadori labdarúgó-bajnokság: 1999

Manta Fútbol Club:
- Ecuadori labdarúgó-bajnokság (másodosztály): 2002